# Buchi neri e salti temporali. L'eredità di Einstein
Buchi neri e salti temporali. L'eredità di Einstein (in originale: Black Holes and Time Warps: Einstein's Outrageous Legacy) è un libro di divulgazione scientifica del 1994, scritto da Kip Thorne. Lo stile divulgativo permette di affrontare con rigore e nel contempo accessibilità argomenti complessi, inquadrandoli in un contesto storico e offrendo spiegazioni tecniche ma comprensibili dai non addetti ai lavori.

## Contenuto
Esso fornisce una visione d'insieme illustrata sulla storia e lo sviluppo della teoria dei buchi neri fino agli inizi degli anni '90.
La principale parte del libro è di oltre 500 pagine e fornisce diverse serie di indici con riferimenti a persone, saggi e note tecniche a piè di pagina. Disponibile in brossura e in copertina rigida, con una prefazione di Stephen Hawking.

## Edizioni
- Kip Thorne, Black Holes and Time Warps: Einstein's Outrageous Legacy, W W Norton & Company, 1994, ISBN 0-393-31276-3.
- Kip Thorne, Buchi neri e salti temporali. L'eredità di Einstein, Castelvecchi, 2017, ISBN 978-8832821949.